# Sport Club Fortuna Köln 2022-2023
Questa voce raccoglie le informazioni riguardanti lo Sport Club Fortuna Köln nelle competizioni ufficiali della stagione 2022-2023.

## Stagione
Nella stagione 2022-2023 il Fortuna Colonia, allenato da Markus von Ahlen, concluse il campionato di Regionalliga al 6º posto.

## Rosa
| N. |                     | Ruolo | Calciatore            |
| -- | ------------------- | ----- | --------------------- |
| 1  | Germania (bandiera) | P     | André Weis            |
| 2  | Germania (bandiera) | D     | Jan Wellers           |
| 3  | Germania (bandiera) | D     | Angelo Langer         |
| 4  | Germania (bandiera) | D     | Dominik Lanius        |
| 5  | Germania (bandiera) | D     | Jan-Luca Rumpf        |
| 7  | Germania (bandiera) | A     | Sascha Marquet        |
| 8  | Croazia (bandiera)  | C     | Stipe Batarilo-Cerdic |
| 9  | Germania (bandiera) | A     | Leon Demaj            |
| 10 | Germania (bandiera) | C     | Maik Kegel            |
| 11 | Germania (bandiera) | A     | Dustin Willms         |
| 13 | Germania (bandiera) | A     | Lars Lokotsch         |
| 15 | Germania (bandiera) | C     | Kai Försterling       |
| 17 | Germania (bandiera) | A     | Arnold Budimbu        |
| 18 | Germania (bandiera) | D     | Finn Bauens           |

| N. |                     | Ruolo | Calciatore          |
| -- | ------------------- | ----- | ------------------- |
| 19 | Germania (bandiera) | C     | Jules Schwadorf     |
| 20 | Polonia (bandiera)  | C     | Adrian Stanilewicz  |
| 22 | Germania (bandiera) | C     | Serkan Göcer        |
| 23 | Germania (bandiera) | D     | Philipp Höffler     |
| 23 | Germania (bandiera) | A     | Kingsley Sarpei     |
| 25 | Germania (bandiera) | C     | Timo Hölscher       |
| 26 | Germania (bandiera) | D     | Younes Derbali      |
| 27 | Germania (bandiera) | A     | Gianluis di Fine    |
| 29 | Togo (bandiera)     | D     | Jean-Marie Nadjombe |
| 32 | Germania (bandiera) | D     | Jonas Scholz        |
| 33 | Germania (bandiera) | P     | Felix Buer          |
| 34 | Germania (bandiera) | P     | Hannes Kramp        |
|    | Germania (bandiera) | P     | Luca Wilsing        |

## Organigramma societario
Area tecnica
- Allenatore: Markus von Ahlen
- Allenatore in seconda: Zlatko Muhović
- Preparatore dei portieri: Adam Kasprzik
- Preparatori atletici:
- Analisi video:

## Calciomercato

### Sessione estiva
| Acquisti | Acquisti            | Acquisti            | Acquisti |
| R.       | Nome                | da                  | Modalità |
| -------- | ------------------- | ------------------- | -------- |
| A        | Kingsley Sarpei     | Wuppertal           |          |
| A        | Lars Lokotsch       | Zwickau             |          |
| D        | Finn Bauens         | Fortuna Colonia U19 |          |
| D        | Younes Derbali      | Fortuna Colonia U19 |          |
| C        | Serkan Göcer        | Homburg             |          |
| D        | Angelo Langer       | Rödinghausen        |          |
| D        | Jonas Scholz        | Homburg             |          |
| C        | Jules Schwadorf     | Preußen Münster     |          |
| C        | Tariq-Emad Suleiman | Fortuna Colonia U19 |          |
| D        | Jan Wellers         | Homberg             |          |
| A        | Dustin Willms       | Zwickau             |          |

| Cessioni | Cessioni           | Cessioni             | Cessioni |
| R.       | Nome               | a                    | Modalità |
| -------- | ------------------ | -------------------- | -------- |
| A        | Ismail Harnafi     | Düren                |          |
| A        | Mike Owusu         | Düren                |          |
| A        | Francis Ubabuike   | Straelen             |          |
| A        | Dimitry Imbongo    | Alemannia Aquisgrana |          |
| D        | Pascal Itter       | LR Ahlen             |          |
| C        | Nico Brandenburger | Kaan-Marienborn      |          |
| C        | André Dej          | LR Ahlen             |          |
| D        | Sören Dieckmann    | Hoffenheim II        |          |
| D        | Seymour Fünger     | Hallescher           |          |
| D        | Jannik Löhden      | Lubecca              |          |
| A        | Suheyel Najar      | Wehen Wiesbaden      |          |
| D        | Albin Thaqi        | TuS Bövinghausen     |          |
| C        | Nicolas Westerhoff | Bergisch Gladbach    |          |

### Sessione invernale
| Acquisti | Acquisti | Acquisti | Acquisti |
| R.       | Nome     | da       | Modalità |
| -------- | -------- | -------- | -------- |

| Cessioni | Cessioni            | Cessioni         | Cessioni |
| R.       | Nome                | a                | Modalità |
| -------- | ------------------- | ---------------- | -------- |
| C        | Tariq-Emad Suleiman | Siegburger SV 04 |          |

## Risultati

### Regionalliga Ovest

#### girone di andata
| Arbitro: | Weßels |

|  |           |            |
|  | Marcatori | 26’ Matter |

| Arbitro: | Aarts |

|         |           |                    |
| Dej 58’ | Marcatori | 16’ (rig.) Marquet |

| Arbitro: | Bramkamp |

|  |           |                     |
|  | Marcatori | 2’ Schaub 32’ Wolff |

| Arbitro: | Visse |

|                                               |           |  |
| Knabe-Lerche 23’ (rig.) Yanik 45’ Bosnjak 83’ | Marcatori |  |

| Colonia 20 agosto 2022, ore 14:00 CEST 5ª giornata | Fortuna Colonia | 0 – 0 referto | Schalke 04 II | Südstadion (1 194 spett.)\| Arbitro: \| May \| |
| Arbitro:                                           | May             |               |               |                                                |

| Arbitro: | Exuzidis |

|  |           |              |
|  | Marcatori | 45’ Lokotsch |

| Arbitro: | Ulankiewicz |

|                              |           |  |
| Lokotsch 13’, 90’ Willms 56’ | Marcatori |  |

| Arbitro: | Gansloweit |

|  |           |             |
|  | Marcatori | 81’ Budimbu |

| Arbitro: | Durieux |

|            |           |            |
| Scholz 24’ | Marcatori | 35’ Kreyer |

| Arbitro: | Koj |

|            |           |                          |
| Bajrić 47’ | Marcatori | 61’ Marquet 89’ Lokotsch |

| Arbitro: | Besong |

|                                    |           |                             |
| Lokotsch 7’ Marquet 32’ Willms 79’ | Marcatori | 47’ Bors 53’ (rig.) Brašnić |

| Arbitro: | Rupert |

|                   |           |                          |
| Lieder 81’ (rig.) | Marcatori | 27’ Lokotsch 65’ Marquet |

| Arbitro: | Schäfer |

|            |           |                                          |
| Willms 54’ | Marcatori | 4’ Niemiec 26’, 47’ Schröder 90’ Kalonji |

| Arbitro: | May |

|  |           |            |
|  | Marcatori | 41’ Willms |

| Arbitro: | Erk |

|            |           |                                   |
| Willms 61’ | Marcatori | 12’ Wegkamp 78’ Wooten 90’ Deters |

| Arbitro: | Marx |

|                   |           |                         |
| Lokotsch 59’, 77’ | Marcatori | 48’ Schwirten 64’ Wydra |

| Arbitro: | Exuzidis |

|                       |           |  |
| Güler 53’ Demming 81’ | Marcatori |  |

#### Girone di ritorno
| Arbitro: | Weller |

|                         |           |                                |
| Halbauer 5’ (rig.), 27’ | Marcatori | 2’ Lokotsch 38’ (rig.) Marquet |

| Arbitro: | Gansloweit |

|                           |           |               |
| Schwadorf 36’ Wellers 42’ | Marcatori | 90’ Reithmeir |

| Arbitro: | Gansloweit |

|          |           |  |
| Fehr 84’ | Marcatori |  |

| Arbitro: | Schuh |

|                                                                            |           |  |
| Stanilewicz 22’ Lokotsch 34’, 89’ Marquet 70’ (rig.) Willms 72’ Scholz 86’ | Marcatori |  |

| Arbitro: | Schöneseiffen |

|              |           |            |
| Kyerewaa 41’ | Marcatori | 62’ Willms |

| Arbitro: | May |

|                       |           |  |
| Willms 61’ Lanius 77’ | Marcatori |  |

| Siegen 25 febbraio 2023, ore 14:00 CET 24ª giornata | Kaan-Marienborn | 0 – 0 referto | Fortuna Colonia | Herkules Arena (321 spett.)\| Arbitro: \| Weßels \| |
| Arbitro:                                            | Weßels          |               |                 |                                                     |

| Arbitro: | Goldmann |

|             |           |  |
| Marquet 52’ | Marcatori |  |

| Arbitro: | Weller |

|           |           |                                  |
| Dorow 90’ | Marcatori | 29’ Lokotsch 48’ Batarilo-Cerdic |

| Arbitro: | Bramkamp |

|           |           |  |
| Willms 5’ | Marcatori |  |

| Arbitro: | Aarts |

|                                              |           |                         |
| Omerbašić 37’ Brašnić 67’ (rig.), 78’ (rig.) | Marcatori | 17’ Wellers 90’ Marquet |

| Arbitro: | Besong |

|            |           |              |
| Willms 36’ | Marcatori | 15’ Schroers |

| Düsseldorf 15 aprile 2023, ore 14:00 CEST 30ª giornata | F. Düsseldorf II | 0 – 0 referto | Fortuna Colonia | Paul-Janes-Stadion (400 spett.)\| Arbitro: \| Erk \| |
| Arbitro:                                               | Erk              |               |                 |                                                      |

| Arbitro: | Esch |

|                                               |           |               |
| Lokotsch 54’ Marquet 75’ (rig.) Schwadorf 86’ | Marcatori | 42’, 83’ Mata |

| Arbitro: | Marx |

|                   |           |                               |
| Wooten 18’ (rig.) | Marcatori | 13’, 69’ Marquet 37’ Hölscher |

| Arbitro: | Scheer |

|                            |           |            |
| Lemperle 2’, 76’ Kraus 87’ | Marcatori | 15’ Langer |

| Arbitro: | Goldmann |

|                             |           |                                          |
| Scholz 67’ Galle 84’ (aut.) | Marcatori | 21’, 51’ Güler 23’ Peitz 47’ Stiepermann |

## Statistiche

### Statistiche di squadra
| Competizione | Punti | In casa | In casa | In casa | In casa | In casa | In casa | In trasferta | In trasferta | In trasferta | In trasferta | In trasferta | In trasferta | Totale | Totale | Totale | Totale | Totale | Totale | DR |
| Competizione | Punti | G       | V       | N       | P       | Gf      | Gs      | G            | V            | N            | P            | Gf           | Gs           | G      | V      | N      | P      | Gf     | Gs     | DR |
| ------------ | ----- | ------- | ------- | ------- | ------- | ------- | ------- | ------------ | ------------ | ------------ | ------------ | ------------ | ------------ | ------ | ------ | ------ | ------ | ------ | ------ | -- |
| Regionalliga | 54    | 17      | 8       | 4       | 5       | 29      | 23      | 17           | 7            | 5            | 5            | 19           | 20           | 34     | 15     | 9      | 10     | 48     | 43     | +5 |
| Totale       | 54    | 17      | 8       | 4       | 5       | 29      | 23      | 17           | 7            | 5            | 5            | 19           | 20           | 34     | 15     | 9      | 10     | 48     | 43     | +5 |

### Andamento in campionato
| Giornata  | 1  | 2  | 3  | 4  | 5  | 6  | 7  | 8  | 9  | 10 | 11 | 12 | 13 | 14 | 15 | 16 | 17 | 18 | 19 | 20 | 21 | 22 | 23 | 24 | 25 | 26 | 27 | 28 | 29 | 30 | 31 | 32 | 33 | 34 |
| --------- | -- | -- | -- | -- | -- | -- | -- | -- | -- | -- | -- | -- | -- | -- | -- | -- | -- | -- | -- | -- | -- | -- | -- | -- | -- | -- | -- | -- | -- | -- | -- | -- | -- | -- |
| Luogo     | C  | T  | C  | T  | C  | T  | C  | T  | C  | T  | C  | T  | C  | T  | C  | C  | T  | T  | C  | T  | C  | T  | C  | T  | C  | T  | C  | T  | C  | T  | C  | T  | T  | C  |
| Risultato | P  | N  | P  | P  | N  | V  | V  | V  | N  | V  | V  | V  | P  | V  | P  | N  | P  | N  | V  | P  | V  | N  | V  | N  | V  | V  | V  | P  | N  | N  | V  | V  | P  | P  |
| Posizione | 14 | 14 | 14 | 16 | 16 | 15 | 14 | 10 | 10 | 8  | 5  | 4  | 6  | 4  | 8  | 10 | 10 | 10 | 9  | 10 | 8  | 9  | 7  | 8  | 8  | 5  | 4  | 4  | 5  | 6  | 5  | 4  | 5  | 6  |

Legenda:

Luogo: C = Casa; T = Trasferta. Risultato: V = Vittoria; N = Pareggio; P = Sconfitta.

### Statistiche dei giocatori
| S. Batarilo-Cerdic | 32 | 1  | 4 | 0 |
| F. Bauens          | 7  | 0  | 1 | 0 |
| A. Budimbu         | 28 | 1  | 5 | 0 |
| F. Buer            | 1  | 0  | 0 | 0 |
| L. Demaj           | 1  | 0  | 0 | 0 |
| Y. Derbali         | 4  | 0  | 0 | 0 |
| K. Försterling     | 20 | 0  | 0 | 0 |
| S. Göcer           | 10 | 0  | 2 | 0 |
| P. Höffler         | 0  | 0  | 0 | 0 |
| T. Hölscher        | 22 | 1  | 1 | 0 |
| M. Iskra           | 1  | 0  | 0 | 0 |
| M. Kegel           | 29 | 0  | 6 | 0 |
| H. Kramp           | 0  | 0  | 0 | 0 |
| A. Langer          | 32 | 1  | 6 | 0 |
| D. Lanius          | 18 | 1  | 2 | 0 |
| L. Lokotsch        | 31 | 13 | 1 | 0 |
| S. Marquet         | 30 | 11 | 3 | 0 |
| J. Nadjombe        | 19 | 0  | 1 | 0 |
| J. Rumpf           | 33 | 0  | 7 | 0 |
| K. Sarpei          | 8  | 0  | 3 | 0 |
| J. Scholz          | 31 | 3  | 9 | 0 |
| J. Schwadorf       | 19 | 2  | 2 | 0 |
| A. Stanilewicz     | 26 | 1  | 3 | 0 |
| T. Suleiman        | 0  | 0  | 0 | 0 |
| A. Weis            | 33 | 0  | 1 | 0 |
| J. Wellers         | 25 | 2  | 4 | 0 |
| D. Willms          | 26 | 10 | 5 | 0 |
| L. Wilsing         | 0  | 0  | 0 | 0 |
| G. di Fine         | 8  | 0  | 1 | 0 |